# Birdman (film)
 For alternative betydninger, se Birdman. (Se også artikler, som begynder med Birdman)
Birdman or (The Unexpected Virtue of Ignorance) er en amerikansk dramakomedie fra 2014. Filmen er skrevet og instrueret af Alejandro González Iñárritu, og har Michael Keaton, Zach Galifianakis, Edward Norton, Andrea Riseborough, Amy Ryan, Emma Stone og Naomi Watts i hovedrollerne.

## Om filmen
Birdman havde premiere i Danmark 22. februar 2015. Filmen blev nomineret til syv Golden Globe-priser, blandt andet for bedste instruktør, bedste film indenfor musical eller komedie, bedste mandlige skuespiller i en film (Keaton), bedste mandlige skuespiller i en birolle (Norton) og bedste kvindelige skuespiller i en birolle (Stone).. Ved uddelingen af Golden Globe-priser 2015 Arkiveret 10. marts 2015 hos  Wayback Machine modtog Michael Keaton prisen for bedste skuespiller i musical/komedie. Ved Oscaruddelingen 2015 modtog filmen en Oscar for bedste film.

## Handling
En afdanket skuespiller, som en gang spillede en ikonisk superhelt må overvinde sit ego og familieproblemer, mens han spiller i et teaterstykke på Broadway i et forsøg på at genvinde sin tabte succes.

## Medvirkende
- Michael Keaton som Riggan Thomson
- Zach Galifianakis som Jake
- Edward Norton som Mike Shiner
- Andrea Riseborough som Laura
- Amy Ryan som Sylvia
- Emma Stone som Sam Thomson
- Naomi Watts som Lesley
- Merritt Weaver som Annie
- Lindsay Duncan som Tabitha Dickinson
- Jeremy Shamos som Ralph
- Damian Young som Gabriel
- Natalie Gold som Clara